# Hot rod

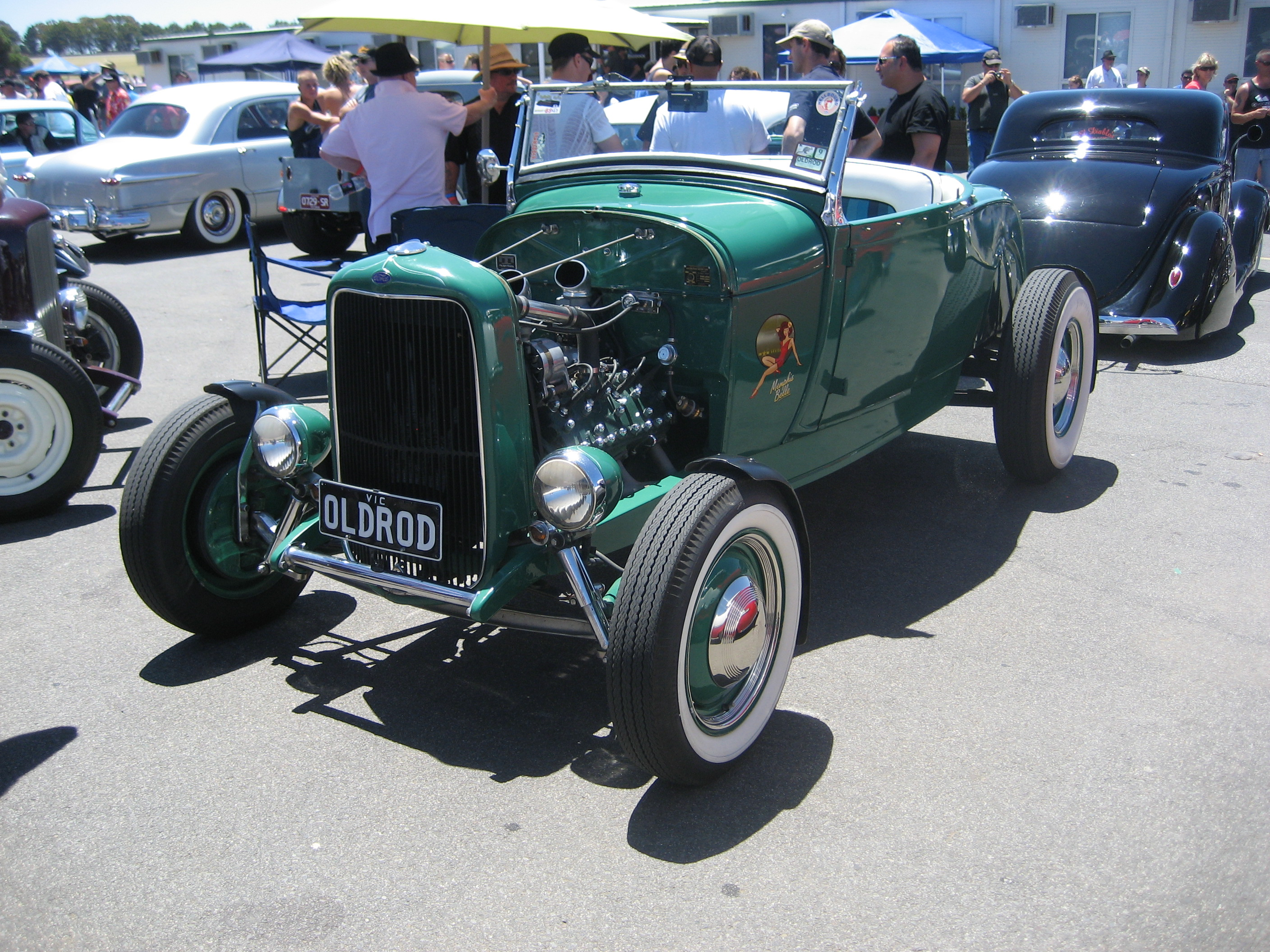
Hot rod, geïnspireerd op de A-Ford, zonder motorkap.

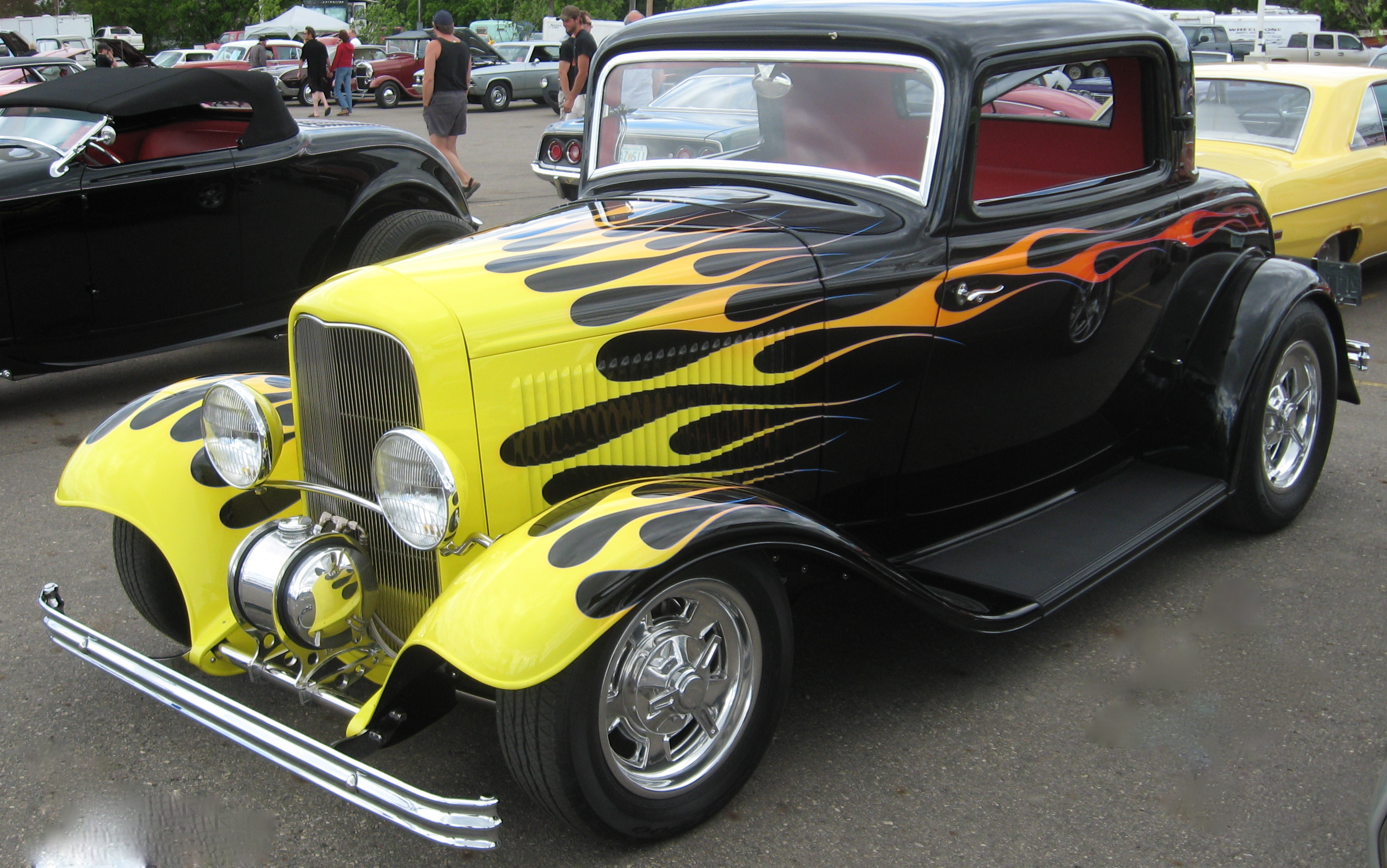

Een hot rod is een oldtimer (meestal van in de jaren 30), of een daarop sterk gelijkende nieuw gebouwde auto, die wordt omgebouwd tot een showwagen. Veelal wordt een hot rod niet uitgerust met een motorkap, waardoor de motor te zien is. Hij wordt ook vaak laag tegen de grond gezet en kan hoge snelheden behalen.
Hot rods zijn vooral populair in de VS, waarvoor soms klassieke auto's worden gebruikt die dan worden voorzien van V8-motoren met superchargers.
De Dutch Hot Rod Association organiseren het Nederlands kampioenschap dragracing.
De meest gebruikte wagen om een hot rod van te maken is de Ford Deuce van 1932.
Deze is dan ook het symbool van de hot rods.